# Troy Daniels
Troy Daniels (nacido el 15 de julio de 1991 en Roanoke, Virginia) es un jugador de baloncesto estadounidense que actualmente se encuentra sin equipo. Con 1.93 metros de estatura, juega en la posición de escolta. 

## Trayectoria deportiva

### Instituto
Daniels fue al instituto William Fleming High School en Roanoke, Virginia. En la temporada 2008–09, fue nombrado Northwest Region Player of the Year y Roanoke Times Player of the Year, tras promediar 17 puntos y 6 rebotes por partido.

### Universidad
Tras eso, jugó 4 años con los Rams de la Universidad de la Mancomunidad de Virginia (2009-2013).
Como júnior, en la 2011–12, Daniels se convirtió en uno de los asiduos de la rotación del entrenador Shaka Smart, llegando a disputar 24,4 minutos por partido y anotando 10 puntos por encuentro.
En su año sénior, 2012–13, fue siempre titular y promedió 12,3 puntos por partido. El 2 de enero de 2013, anotó 11 de 20 en tiros de tres, y recogió 10 rebotes, para terminar con 33 puntos en la victoria ante East Tennessee State.

### Profesional

#### NBA y G League
Daniels no fue elegido en el 2013 NBA draft, y tras jugar la NBA Summer League con Charlotte Bobcats, el 30 de septiembre de 2013, fue seleccionado por los Bobcats, aunque a los diez días fue cortado. Tras eso, el 18 de octubre de 2013, los Houston Rockets se hacen con él, pero de nuevo es cortado a los pocos días.
Finalmente, en noviembre de 2013, fue adquirido por Rio Grande Valley Vipers de la NBA Development League como equipo afiliado a los Rockets.
Con Rio Grande batió el récord de la NBA D-league de más triples convertidos en una temporada, con 240 y fue elegido All Star de liga de desarrollo.
En ese momento, los Houston Rockets lo adquirieron para disputar los últimos 5 partidos de temporada regular, y ya en playoffs, contra Portland Trail Blazers, en su primer partido en playoffs como profesional, convirtió 3 triples, siendo uno de ellos decisivo para la victoria de su equipo.
El 19 de diciembre de 2014, Daniels fue traspasado a los Minnesota Timberwolves en un acuerdo entre tres equipos que involucró a los Philadelphia 76ers y a los Rockets.
El 10 de febrero de 2015 fue traspasado, junto con Mo Williams a Charlotte Hornets a cambio de Gary Neal y una futura segunda ronda de draft.
El 12 de julio de 2016, Daniels ficha por Memphis Grizzlies. 
Tras una temporada en Memphis, el 22 de septiembre de 2017, es traspasado a Phoenix Suns a cambio de una futura segunda ronda de draft.
En el verano de 2019, firma por una temporada con Los Angeles Lakers. El 1 de marzo de 2020, tras 41 partidos, es cortado por los Lakers. Pero el 4 de marzo, firma con Denver Nuggets para lo que resta de temporada.

#### Europa
El 12 de julio de 2021, firma por el Pallacanestro Olimpia Milano de la Lega Basket Serie A.

## Estadísticas de su carrera en la NBA

### Temporada regular
| Año     | Equipo      | PJ  | PT | MPP  | %TC  | %3P  | %TL   | RPP | APP | ROB | TPP | PPP |
| ------- | ----------- | --- | -- | ---- | ---- | ---- | ----- | --- | --- | --- | --- | --- |
| 2013-14 | Houston     | 5   | 1  | 15.0 | .484 | .480 | .000  | .8  | 1.0 | .0  | .0  | 8.4 |
| 2014-15 | Houston     | 17  | 0  | 6.4  | .319 | .302 | .750  | .4  | .2  | .0  | .0  | 2.7 |
| 2014-15 | Minnesota   | 19  | 0  | 8.1  | .322 | .333 | 1.000 | 1.0 | .7  | .2  | .0  | 2.8 |
| 2014-15 | Charlotte   | 11  | 0  | 12.3 | .458 | .472 | .857  | .7  | .5  | '.3 | .1  | 7.0 |
| 2015-16 | Charlotte   | 43  | 0  | 11.1 | .476 | .484 | .556  | 1.3 | .5  | .3  | .1  | 5.6 |
| 2016-17 | Memphis     | 67  | 3  | 17.7 | .374 | .389 | .796  | 1.2 | .7  | .3  | .1  | 8.2 |
| 2017-18 | Phoenix     | 79  | 15 | 20.5 | .403 | .400 | .875  | 1.6 | .6  | .3  | .1  | 8.9 |
| 2018-19 | Phoenix     | 51  | 1  | 14.9 | .411 | .381 | .783  | 1.4 | .5  | .5  | .1  | 6.2 |
| 2019-20 | L.A. Lakers | 41  | 0  | 11.1 | .392 | .357 | .625  | 1.1 | .3  | .2  | .1  | 4.2 |
| 2019-20 | Denver      | 6   | 0  | 12.7 | .357 | .300 | –     | 1.0 | .5  | .5  | .0  | 4.3 |
| Total   | Total       | 339 | 20 | 14.9 | .401 | .395 | .799  | 1.3 | .5  | .3  | .1  | 6.6 |

### Playoffs
| Año   | Equipo    | PJ | PT | MPP  | %TC  | %3P  | %TL   | RPP | APP | ROB | TPP | PPP |
| ----- | --------- | -- | -- | ---- | ---- | ---- | ----- | --- | --- | --- | --- | --- |
| 2014  | Houston   | 4  | 0  | 17.0 | .529 | .533 | 1.000 | 2.3 | .3  | .5  | .0  | 7.8 |
| 2016  | Charlotte | 4  | 0  | 4.5  | .125 | .000 | .000  | .5  | .0  | .0  | .0  | .5  |
| 2017  | Memphis   | 6  | 0  | 11.3 | .333 | .333 | .000  | 1.1 | .3  | .3  | .0  | 1.5 |
| 2020  | Denver    | 6  | 0  | 5.0  | .500 | .500 | .500  | .5  | .3  | .0  | .0  | 2.7 |
| Total | Total     | 20 | 0  | 9.2  | .413 | .424 | .857  | 1.0 | .3  | .2  | .0  | 2.9 |